# Antun Dobronić
Antun Dobronić (* 2. April 1878 in Jelsa auf Hvar, Österreich-Ungarn; † 12. Dezember 1955 in Zagreb, Kroatien) war jugoslawischer Komponist.
Dobronić war Schüler von Vítězslav Novák am Prager Konservatorium und von 1920 bis 1940 Lehrer an der Musikakademie Zagreb. Er komponierte acht Sinfonien, dreizehn Opern (deren Libretti er großenteils selbst verfasste) und sechs Ballette, kammermusikalische Werke, Chöre, Kantaten und Lieder.

## Werke
- Dubrovački diptihon (Dubrovniker Diptychon): Suton (Die Dämmerung) nach Ivo Vojnović, 1917, und Novela od Stanca (Der Streich an Stanac) nach Marin Držić, 1920
- Mara Mysterium in zwei Akten nach Milan Begović, 1928
- Udovica Rošlinka (Die Witwe Rošlin), musikalische Komödie nach Cvetko Golar, 1931
- Požar strasti (Feuer der Leidenschaft), musikalische Tragödie nach Josip Kosor, 1933
- Goran Rkač (Der Hochländer) nach Petar Petrović Pecija,  1935
- Ekvinocij (Äquinoktium) nach Ivo Vojnović, 1938
- Ognijište (Die Feuerstelle), Mysterium nach Mile Budak, 1942
- Pokladna noć (Eine Karnevalsnacht), Satire nach Zvonko Veljačić, 1945
- Sluga Jernej (Der Diener Jernej), Bühnenoratorium nach Ivan Cankar, 1946
- Vječnaja pamjat (Zum ewigen Gedenken), Satire, 1947: Medvjed (Der Bär) nach Anton Tschechow und Balerina nach Nikolai Gogol
- Mati (Dir Mutter), musikalisches Bühnenepos nach Maxim Gorki, 1948
- Mali Kadija (Der kleine Kadi), Kinderoper nach Jagoda Truhelka, 1954